# Ajitpal Singh
Ajitpal Singh Kular, auch Ajit Pal Singh Kular, (* 5. April 1947 in Sansarpur, Punjab) ist ein ehemaliger indischer Hockeyspieler. Er gewann mit der indischen Hockeynationalmannschaft bei Olympischen Spielen zweimal Bronze und war 1975 Weltmeister.

## Karriere
Ajitpal Singh war als Halbstürmer bei drei Olympischen Spielen Stammspieler. Bei den Olympischen Spielen 1968 in Mexiko-Stadt gewann die indische Mannschaft ihre Vorrundengruppe, unterlag aber im Halbfinale den Australiern nach Verlängerung mit 2:1 und verpasste damit erstmals das Olympiafinale. Im Spiel um den dritten Platz besiegten die Inder die deutsche Mannschaft mit 2:1. 1970 wurden die Asienspiele in Bangkok ausgetragen, die pakistanische Mannschaft gewann das Finale gegen die indische Mannschaft. 1971 fand in Barcelona die erste Weltmeisterschaft statt. Die indische Mannschaft verlor im Halbfinale gegen die Mannschaft Pakistans und gewann Bronze durch einen Sieg in der Verlängerung über die Kenianer.
1972 bei den Olympischen Spielen in München gewannen die Inder einmal mehr ihre Vorrundengruppe, unterlagen aber im Halbfinale den Pakistanern mit 0:2. Im Spiel um Bronze bezwangen sie die niederländische Mannschaft mit 2:1. Bei der Weltmeisterschaft 1973 in Amstelveen belegten die Inder in der Vorrunde den zweiten Platz hinter der deutschen Mannschaft. Mit einem 1:0-Sieg über Pakistan im Halbfinale erreichte die indische Mannschaft das Finale, dort unterlagen sie den Niederländern im Shootout. Im Jahr darauf unterlagen die Inder im Finale der Asienspiele 1974 der Mannschaft Pakistans. Bei der Weltmeisterschaft 1975 in Kuala Lumpur war Ajitpal Singh Kapitän seiner Mannschaft. Die Inder gewannen ihre Vorrundengruppe und bezwangen im Halbfinale die Mannschaft Malaysias. Im Finale trafen Indien und Pakistan aufeinander. Die Inder siegten mit 2:1 und gewannen damit den bislang einzigen Weltmeistertitel für ihr Land. Im Jahr darauf war Ajitpal Singh auch bei den Olympischen Spielen in Montreal Kapitän der indischen Mannschaft. In ihrer Vorrundengruppe siegten die Niederländer, dahinter lagen die australische Mannschaft und die indische Mannschaft gleichauf. Daraufhin wurde ein Entscheidungsspiel ausgetragen, das die Australier im Penalty-Schießen gewannen. In den Platzierungsspielen belegten die Inder den siebten Platz. Die indische Mannschaft verpasste damit zum ersten Mal eine olympische Medaille, nachdem sie seit 1928 sieben Goldmedaillen, eine Silbermedaille und zwei Bronzemedaillen bei olympischen Hockeyturnieren erkämpft hatte.
Ajitpal war Angehöriger der indischen Grenztruppen. Er wurde 1970 mit dem Arjuna Award und 1992 mit dem Padma Shri ausgezeichnet.